# Conopeum oretiensis
Conopeum oretiensis är en mossdjursart som beskrevs av Uttley 1951. Conopeum oretiensis ingår i släktet Conopeum och familjen Membraniporidae. Inga underarter finns listade i Catalogue of Life.